# كارل بيتي
كارل بيتي (بالإنجليزية: Karl Beattie)‏ هو مقدم تلفزيوني بريطاني، ولد في 2 أبريل 1967 في غلدفورد في المملكة المتحدة.

## وصلات خارجية
- كارل بيتي على موقع IMDb (الإنجليزية)
- كارل بيتي على موقع قاعدة بيانات الفيلم (الإنجليزية)